# 花西乡
花西乡，是中华人民共和国湖北省孝感市孝昌县下辖的一个乡镇级行政单位。

## 行政区划
花西乡下辖以下地区：
汪岗村、幸光村、长山村、余冲村、堰冲村、新民村、湛鲁村、大庙村、林徐村、老兴村、桥边村、民建村、大圣村、康杨村、朱祠村、高陈村、邱家村、吴店村、三集村、建一村、曾刘村、建二村、刘王村、冯庙村、栗林村、同乐村、界河村、湾湖村、龙庵村、杨桥村、广店村、全民村和黄土砦村。